# Campos (formacja roślinna)
Campos (z portug.) – formacje roślinne charakterystyczne dla Ameryki Południowej. Specyficzne typy sawanny pokryte wysokimi trawami i rozproszonymi niskimi drzewami. Występują w strefie podrównikowej i zwrotnikowej na Wyżynie Brazylijskiej. Porastają płaskie i pagórkowate tereny (200 - 600 m n.p.m.).